# Filomena Cautela
Filomena José Dias Fernandes Cautela (Lisbona, 16 dicembre 1984) è un'attrice e conduttrice televisiva portoghese, nota in madre patria per aver recitato in diverse telenovelas portoghesi e per aver condotto programmi su MTV Portugal e sul canale nazionale RTP.

## Carriera
Ha iniziato la sua carriera nel 2000 come attrice teatrale recitando in spettacoli come l'Antígona, Se o Amor For Outra Coisa, A Noite dos Assassinos,  Janis e a Tartaruga e Mil Olhos de Vidro.
Nel 2004, ha debuttato nel cinema con il lungometraggio Viúva Rica Solteira Não Fica dei registi José Fonseca e Costa e con il cortometraggi Night Shop e O Destino do Sr. Sousa del regista João Constâncio.
Ha partecipato a molteplici programmi televisivi portoghesi tra i quali Bocage, Mundo Meu, A Vingança, Conta-me Como Foi e Cidade Despida. Nel 2015 diventa la conduttrice del late show 5 Para A Meia-Noite.
Nel 2017, conduce il Festival da Canção e successivamente diventa portavoce del Portogallo all'Eurovision Song Contest 2017.
Nel 2018 è stata scelta come una delle conduttrici dell'Eurovision Song Contest di Lisbona, insieme a Daniela Ruah, Sílvia Alberto e Catarina Furtado.

## Filmografia

### Televisione
| Canale               | Anno                     | Programma                            | Ruolo              |
| -------------------- | ------------------------ | ------------------------------------ | ------------------ |
| TVI                  | 2002–04                  | Morangos Com Açúcar                  | Carla Santos Silva |
| TVI                  | 2003                     | Ana e os Sete                        | Sandra             |
| TVI                  | 2004                     | Inspector Max                        |                    |
| TVI                  | 2005                     | Mundo Meu                            | Sylvie             |
| RTP1                 | 2006                     | Bocage                               | Ana Perpétua       |
| MTV                  | 2005—06                  |                                      | Conduttrice        |
| SIC                  | 2007                     | Vingança                             | Érica              |
| SIC                  | 2007                     | Aqui Não Há Quem Viva                | Ângela             |
| TVI                  | 2008                     | Casos da Vida                        | Marta              |
| RTP1                 | 2008                     | Conta-me como Foi                    | Glória             |
| SIC                  | 2008                     | Chiquititas                          | Antonieta          |
| RTP2, RTP1           | 2009–2011, 2015–presente | 5 Para A Meia-Noite                  | Conduttrice        |
| RTP1                 | 2010                     | Cidade Despida                       | Joana              |
| RTP1                 | 2010                     | República                            | Marta              |
| RTP2                 | 2011                     | Fá-las Curtas                        | Conduttrice        |
| RTP1                 | 2012                     | Depois do Adeus                      |                    |
| RTP1, RTP2, RTP Play | 2012–presente            | Music festivals coverage on RTP      | Conduttrice        |
| Globo Premium        | 2008–2014                | Cá Estamos                           | Conduttrice        |
| RTP2                 | 2013–14                  | Agora                                | Conduttrice        |
| RTP2                 | 2015                     | Palcos Agora                         | Conduttrice        |
| TVI                  | 2015–16                  | Santa Bárbara                        | Maria Ana          |
| RTP1                 | 2016                     | Volta ao Mundo 2016: Passagem de Ano | Presenter          |
| RTP1                 | 2016–17                  | Ministério do Tempo                  | Mafalda Torres     |
| TVI                  | 2017                     | Inspetor Max                         |                    |
| RTP                  | 2018                     | Eurovision Song Contest              | Conduttrice        |